# Simhopp vid världsmästerskapen i simsport 2024 – Mixat parhopp 10 meter plattform
Mixat parhopp 10 meter plattform i simhopp vid världsmästerskapen i simsport 2024 avgjordes den 3 februari 2024 i Hamad Aquatic Centre i Doha i Qatar.
Huang Jianjie och Zhang Jiaqi från Kina tog guld, Im Yong-myong och Jo Jin-mi från Nordkorea tog silver samt  Kevin Berlín och Alejandra Estudillo från Mexiko tog brons.

## Resultat
Tävlingen startade klockan 16:02.
| Placering | Nation    | Simhoppare                         | Poäng  |
| --------- | --------- | ---------------------------------- | ------ |
| 1         | Kina      | Huang Jianjie Zhang Jiaqi          | 353,82 |
| 2         | Nordkorea | Im Yong-myong Jo Jin-mi            | 303,96 |
| 3         | Mexiko    | Kevin Berlín Alejandra Estudillo   | 296,13 |
| 4         | Tyskland  | Tom Waldsteiner Elena Wassen       | 291,42 |
| 5         | Spanien   | Max Liñan Ana Carvajal             | 242,76 |
| 6         | USA       | Tyler Wills Bayleigh Cranford      | 213,36 |
| 7         | Sydkorea  | Shin Jung-whi Kim Na-hyun          | 201,36 |
| 8         | Italien   | Eduard Timbretti Gugiu Irene Pesce | 186,36 |
| 9         | Macao     | Zhang Hoi Lo Ka Wai                | 180,03 |